# Саввич, Александр Сергеевич
Алекса́ндр Серге́евич Са́ввич (29 января 1865 — 10 января 1951) — русский генерал, герой Первой мировой войны.

## Биография
Православный. Из дворян Харьковской губернии. Братья Павел и Сергей — генералы от инфантерии, Николай — чиновник судебного ведомства.
Окончил Петровский Полтавский кадетский корпус (1882) и 1-е военное Павловское училище (1884), выпущен подпоручиком 124-й пехотный Воронежский полк.
Чины: поручик (1888), штабс-капитан (1894), капитан (1897), подполковник (1900), полковник (за боевые отличия, 1904), генерал-майор (за отличие, 1914), генерал-лейтенант (1917).
Командовал ротой Воронежского полка (1893—1895). В 1895—1900 годах был офицером-воспитателем Полтавского кадетского корпуса. Затем командовал батальоном Воронежского пехотного полка (1900—1904), с которым вступил в русско-японскую войну. Был ранен. В 1904—1906 годах занимал должность коменданта 40-го Сибирского военно-санитарного поезда.
1 августа 1906 года назначен командиром 123-го пехотного Козловского полка, с которым вступил в Первую мировую войну. Был награждён Георгиевским оружием
За то, что, будучи командиром 123-го пехотного Козловского полка и командуя в бою 13 авг. 1914 г. авангардом, успешно отражал все атаки энергично наступавших превосходных сил противника, охвативших оба фланга авангарда, чем дал возможность дивизии спокойно развернуться и нанести противнику поражение.
Затем командовал 1-й бригадой (1914) и 2-й бригадой (1914—1915) 31-й пехотной дивизии. С 27 августа 1915 был начальником 81-й пехотной дивизии. Был ранен в голову.
Участвовал в Белом движении в составе Добровольческой армии и ВСЮР, находился в распоряжении Главнокомандующего и выполнял его поручения. В марте 1920 был эвакуирован из Новороссийска в Египет.
Жил в Каире, участвовал в общественной и церковной жизни русской колонии.
Скончался в 1951 году в Каире.

## Награды
- Орден Святого Станислава 2-й ст. с мечами (1904; утв. 19.03.1905);
- Орден Святой Анны 2-й ст. с мечами (1904);
- Орден Святого Владимира 3-й ст. (1909);
- мечи к ордену Святого Владимира 3-й ст. (ВП 01.1915);
- Георгиевское оружие (ВП 09.03.1915);
- Орден Святого Станислава 1-й ст. с мечами (ВП 06.04.1915).